# 伊舞なおみのみんながメダリスト
伊舞なおみのみんながメダリスト（いまいなおみのみんながめだりすと）は、毎週日曜日14:00〜17:00にKBS京都ラジオで放送されていたラジオ番組。

## 概要
2007年4月8日、「日曜ワイド われら夢の途中」第3部の後継番組として放送開始。リスナーからのメッセージを軸に日曜日の昼下がり色々な話をして過ごしていこう、という番組である。番組開始当初はエリア内で開催されている競技もクローズアップしていた。現在では「Let's Run」が内包されるだけでスポーツ関連コーナーはなく、伊舞の好きな日本のポピュラー音楽よりの番組になっている。

2014年3月30日に放送を終了した。後番組は、「久米村直子のSuperDuper Sunday」。

## 出演者
- 伊舞なおみ（いまい なおみ、1965年5月15日 - ）パーソナリティ
  - ラジオパーソナリティ、女優。兵庫県塚口生まれ。父親は転勤族で、福井県を経て、幼稚園入園から小学校3年生まで東京都杉並区で育った後、枚方の香里団地に引っ越す。高校卒業まで枚方に住まう。6歳下（5学年下）の妹がいる。血液型A型。163cm。劇団パロディフライ、昭和プロダクション所属。中学、高校と演劇部、関西大学「劇団展覧劇場」で活動。証券会社でバブルを謳歌。1992年12月1日に結婚し、結婚生活21年目に入っている。1994年、娘を出産。色々あって、３０歳近くでパロディフライに入り、再出発（安井牧子の半年後輩）。空飛ぶ紙芝居集団「スパイスアーサー702」の弁士としても国内外で活動。
- 音楽ユニット「ハンドウォーマーズ」（スカポンタスからの選抜メンバー）2013年4月からは1週目に出演
  - 最初から出演。最初は名前がなかったが、初めて公開生放送の時にスタッフが持ってきたカイロに「ハンドウォーマー」と書いてあったことで、「みんなをあっためる存在になりたいな」と名前が決まる。

- 助っ人（不定期）
- 奥華子（2012年11月25日）
- 松井桂三ほか劇団パロディフライメンバー
- ヒポポタミ元谷久美

- 番組初期の出演者
  - 梶原誠
  - 澤武博之
  - 木村寿伸
  - 井上さゆ梨（ラジオカーリポーター）

## コーナー紹介
- 今日は何の日
- 世界のおもしろ話題、国内のおもしろ話題
- ハンドウォーマーズみんなのうた（第1週）元々は応援ソングということだった。1年目は毎週。「ほからじ」応援ソングも作った。
- だけど涙が出ちゃう、だって聞いてほしいもん　-涙が出るほどみんなに聞いてほしいことを紹介する
- ゲストコーナー　-録音の場合あり
- 京都新聞ニュース（14:50〜、16:15〜）、天気予報、交通情報
- 3時のおやつ（15:00〜）伊舞がおやつを食べて感想を言ったり、店を紹介する。
- Let's Run（15:10〜15:20）ミニ番組。出演:若林順子。2001年10月開始。2008年10月、土曜日の早朝5時半から移行。
- 丸太町日曜劇場（第1週はハンドウォーマーズみんなのうた）
- 伊舞なおみのみんながメダリスト月に1度くらいはクイズ　-2013年4月7日開始。当たると幸せな気分になれるクイズ。
- マンスリーエーミュージック（16:00〜）
- 京都サンガFCリポート　-梶原誠、伊舞　提供:京セラ　随時実況生放送あり
- KBS京都高校野球情報　-伊舞、森谷威夫

## 終了したコーナー
- 伊舞なおみのみんながメダリスト最後まで聴いてよねクイズ 〜2012年4月1日
  - 伊舞なおみに関する3択クイズ。プレゼントはない。通称「どうでもいいクイズ」。2013年1月1日、「伊舞なおみの新年明けましてたまにはクイズ」として復活。
- 映画の園　-月1回の映画紹介コーナー（新居則子:劇団パロディフライ、昭和プロダクション所属） 〜2012年3月
- 今週のスポーツから
- 街で見かけたメダリスト
- きょうとほっと情報
- 駐車場情報
- めざせアスリート
- わかさ生活京都スポーツストーリー
- スカポンタスみんなのうた
- みんながメダリスト
- 今日のメダリスト
- 京都サンガ戦中継（日曜日にサンガのホームゲームが開催される場合）現在は別番組として放送
- 始めの1年間は、伊舞とディレクターが、体脂肪と体重を毎週計ってコーナーで報告していた。

## 放送時間の変遷
- 2007年4月8日〜2007年9月　13:30 - 17:00
- 2007年9月〜2008年3月　13:00 - 17:00
- 2008年4月〜2009年3月29日　13:00 - 17:05
- 2009年4月4日〜2011年4月3日　13:00 - 17:15
- 2011年4月10日〜2012年4月1日　14:00 - 17:15
  - 2012年3月18日　特別番組「いくよくるよの春の"どやさ"Special!」(10:00〜17:15) のため、放送開始以来初の休止。
- 2012年4月8日〜2014年3月30日　14:00- 17:00 
  - 2012年12月16日  KBS京都開局記念特別番組「サンクス61」のため、2回目の休止。
  - 2013年4月21日　竹内弘一の京都サンガFC戦、海平和のボートレースライブ実況中継のため、3回目の休止。
  - 2013年9月22日　森脇健児芸能生活30周年記念特別番組「しゃべる男」（第1部 10:00〜11:00 第2部 14：00〜17:00）のため、4回目の休止。

ほか、短縮多数

## 公開生放送
- 2007年11月18日　-京都駅・駅前広場から初めての公開生放送。スカポンタスのみんなのユニット名が『ハンドウォーマーズ』に決まる。
- 2009年10月11日  -梅小路公園朱雀の庭から。奥華子ライブ、スペシャルゲスト妹尾和夫とのトーク、ラジオドラマ「藤袴の人」（妹尾、伊舞、奥）。
- 2011年11月13日  -旧・植柳小学校にて。ご縁まちマルシェのイベントの一環。ハンドウォーマーズのライブ、生ラジオドラマなど。
- 2013年9月29日  「伊舞なおみのみんながメダリスト」公開生放送 in 藤袴と和の花展　場所：梅小路公園朱雀の庭　音楽ユニット「ハンドウォーマーズ」、海平和も登場!!

## 番組イベント
- 2009年1月12日　-銭湯「錦湯」で、番組応援ソング集CD「湯たんぽぽ」（番組ユニット・ハンドウォーマーズ）発売記念イベント。伊舞なおみ属する紙芝居ユニット「スパイスアーサー702」によるステージ、ハンドウォーマーズ生演奏、番組コーナー「みんなのうた」など。客席には笑福亭晃瓶の姿もあった。
- 2010年5月22日　-京扇子の老舗・山岡白竹堂本店で、「メダリスト春の感謝祭!4周年突入ですって!みんなと一緒に歌います♪語ります〜」と銘打った、イベントを開催。番組発応援ソングユニット・ハンドウォーマーズのライブ、「スパイスアーサー702」の紙芝居、プチドラマ、伊舞なおみにまつわるどうでもいい内容のクイズなど。